# Theerathon Bunmathan
Theerathon Bunmathan (Bangkok, 1990. február 6. –) thaiföldi válogatott labdarúgó.

## Klub
A labdarúgást a Rajpracha FC csapatában kezdte. 2009-ben a Buriram United FC csapatához szerződött. 2016 és 2017 között a Muangthong United FC csapatában játszott. 2018-ban a Vissel Kobe csapatához szerződött. 2019-ben a Yokohama F. Marinos csapatához szerződött. 2019-ben japán bajnoki címet szerzett.

## Nemzeti válogatott
2010-ben debütált a thaiföldi válogatottban. A thaiföldi válogatottban 62 mérkőzést játszott. A thaiföldi válogatott tagjaként részt vett a 2019-es Ázsia-kupán.

## Statisztika
| Thaiföldi válogatott | Thaiföldi válogatott | Thaiföldi válogatott |
| Időszak              | Mérk.                | gól                  |
| -------------------- | -------------------- | -------------------- |
| 2010                 | 3                    | 0                    |
| 2011                 | 1                    | 0                    |
| 2012                 | 7                    | 1                    |
| 2013                 | 3                    | 0                    |
| 2014                 | 0                    | 0                    |
| 2015                 | 11                   | 3                    |
| 2016                 | 16                   | 1                    |
| 2017                 | 6                    | 0                    |
| 2018                 | 3                    | 0                    |
| 2019                 | 12                   | 1                    |
| Összesen             | 62                   | 6                    |